# Ulleung
Ulleung (kor. 울릉군, Ulleung-gun; Hanja: 鬱陵郡) – powiat w Korei Południowej, w prowincji Gyeongsang Północny. Obejmuje grupę wysp położnych na Morzu Japońskim: Ulleung-do oraz 44 mniejsze wyspy. Populacja wynosi 9082 osób.